# Meucha
Meucha ist ein Ortsteil der Gemeinde Dobitschen im Landkreis Altenburger Land in Thüringen.

## Lage
Meucha liegt nur einige Hundert Meter südlich von Dobitschen an der Kreisstraße 527 mit Kreuzung der Landesstraße 1362 aus Richtung Göhren nach Altenburg. Die Gemarkung des Weilers befindet sich in der Altenburger-Zeitzer Lösshügellandschaft. Der Ort liegt am Kleinen Jordan, einem Zufluss der Blauen Flut.

## Geschichte
Bereits am 24. September 1140 wurde der Weiler erstmals urkundlich genannt. Meucha gehörte zum wettinischen Amt Altenburg, welches ab dem 16. Jahrhundert aufgrund mehrerer Teilungen im Lauf seines Bestehens unter der Hoheit folgender Ernestinischer Herzogtümer stand: Herzogtum Sachsen (1554 bis 1572), Herzogtum Sachsen-Weimar (1572 bis 1603), Herzogtum Sachsen-Altenburg (1603 bis 1672), Herzogtum Sachsen-Gotha-Altenburg (1672 bis 1826). Bei der Neuordnung der Ernestinischen Herzogtümer im Jahr 1826 kam der Ort wiederum zum Herzogtum Sachsen-Altenburg.
Nach der Verwaltungsreform im Herzogtum gehörte Meucha bezüglich der Verwaltung zum Ostkreis (bis 1900) bzw. zum Landratsamt Altenburg (ab 1900). Das Dorf gehörte ab 1918 zum Freistaat Sachsen-Altenburg, der 1920 im Land Thüringen aufging. 1922 kam es zum Landkreis Altenburg.
Die Eingemeindung des landwirtschaftlich geprägten Weilers nach Prehna wurde am 1. Juli 1950 wirksam. Am 1. Januar 1957 wurde Meucha nach Dobitschen umgegliedert, während Prehna nach Lumpzig eingemeindet wurde.
Bei der zweiten Kreisreform in der DDR wurden 1952 die bestehenden Länder aufgelöst und die Landkreise neu zugeschnitten. Somit kam Meucha als Ortsteil der Gemeinde Prehna bzw. später der Gemeinde Dobitschen mit dem Kreis Schmölln an den Bezirk Leipzig; jener gehörte seit 1990 als Landkreis Schmölln zu Thüringen und ging 1994 im Landkreis Altenburger Land auf. 20 Einwohner lebten 2012 in dem Ort.